# رينالدو (لاعب كرة قدم مواليد 1975)
رينالدو (بالبرتغالية: Rinaldo Santana dos Santos‏) هو لاعب كرة قدم برازيلي في مركز الهجوم، ولد في 24 أغسطس 1975 في Rio Piracicaba ‏ في البرازيل. لعب مع أتلتيكو باراناينسي وأتلتيكو مينيرو وسبورت ريسيفي ونادي أمريكا ونادي بارانا ونادي ساو كايتانو ونادي سول ونادي غواراني ونادي غوياس ونادي فورتاليزا.

## وصلات خارجية
- رينالدو (لاعب كرة قدم مواليد 1975) على موقع دوري كوريا الجنوبية (الإنجليزية)
- رينالدو (لاعب كرة قدم مواليد 1975) على موقع قاعدة بيانات كرة القدم.إي يو (الإنجليزية)